# Parade (Satie)

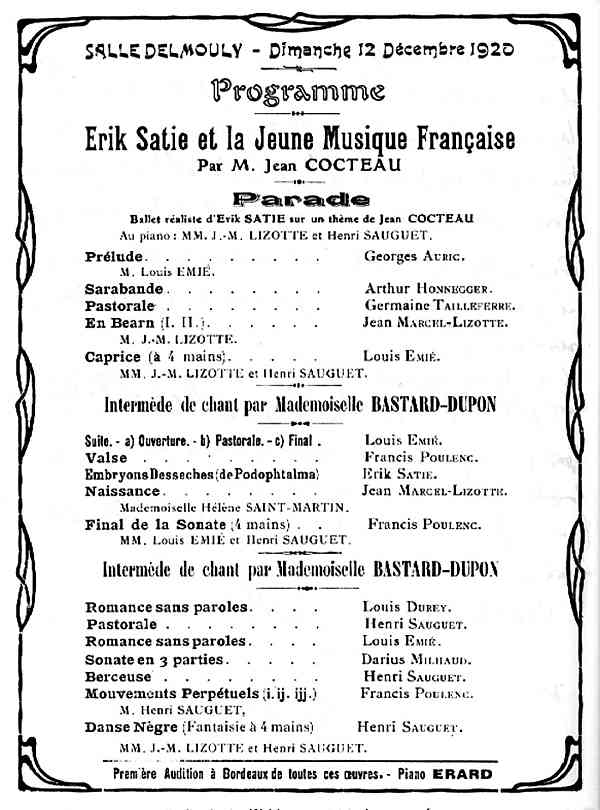
Cartell de Parade

Parada (en francès, Parade) és un ballet en un acte del coreògraf Léonide Massine, amb música d'Erik Satie, basat en un poema de Jean Cocteau, i amb decorats i vestuari dissenyats per Pablo Picasso. És el primer ballet modern a la seva totalitat, i va representar un revulsiu al món artístic des de tots els punts de vista, no només coreogràfic sinó també plàstic, musical i narratiu, cosa que va fer que totes les representacions fossin precedides per l'escàndol.
Els Ballets Russos de Serguei Diàghilev el van estrenar el 18 de maig de 1917 al Teatre du Châtelet de París. Els intèrprets principals foren Léonide Massine, Maria Chabelska i Nicolas Zverev.

## Tema
Per a aquesta producció, Jean Cocteau havia muntat una sèrie d'escenes sobre l'esperit de la vida moderna i la seva americanització, per la qual cosa Satie va subtitular la seva cançó La diva de l'Empire com a «intermezzo americà». El tema del ballet és molt senzill, quatre persones munten tres espectacles de circ: un de màgia, un amb dos acròbates i una nena. Intenten que la gent vagi a la seva tenda i competeixen entre ells, però al final acaben esgotats i sense que ningú els vagi a veure.

## Escenografia i vestuari
Picasso va pintar per a l'obra un magnífic decorat i va dissenyar vestits en concordança amb el tema. En aquesta època, Picasso estava deixant el cubisme, del qual havia estat màxim exponent i instigador, per fer un gir inesperat en el seu estil cap al neorealisme. Així, el vestuari i el decorat eren encara cubistes, mentre que el teló de fons representa la primera mostra de neorealisme.

## Coreografia
La coreografia de Massine participava de la mateixa idea, que se centrava en certa manera en la recerca d'una obra que integrés tots els aspectes artístics. A més al·ludia a la comedia, a la farsa moderna.

## Música
Satie va realitzar una música de gran qualitat, amb una orquestració adequada i original que incloïa ritmes de jazz i efectes musicals molt poc habituals, com poden ser sirenes i fins i tot el so d'una màquina d'escriure. Per això, l'escàndol desencadenat per l'obra va ser purament extern i, fins i tot, anecdòtic. Actualment la música no sembla especialment agressiva, almenys comparada amb les d'altres autors de la mateixa època, i sí en canvi molt atractiva, plena de gràcia i molt concorde amb el que es pretenia aconseguir mitjançant l'espectacle.